# Twist (canción de Goldfrapp)
«Twist» es una canción de música electrónica del dúo británico Goldfrapp. Fue lanzado como el tercer sencillo de su segundo álbum de estudio Black Cherry en noviembre de 2003.

## Contenido
En una entrevista con New Beats, Alison Goldfrapp hizo una descripción de la génesis de la canción:

“Es una especie de fantasía sexual que tuve con un chico que trabajaba en un parque de diversiones. Él estaba en el control y, no sé por qué, yo estaba sentada en el waltzer y él era el único que estaba dando vueltas y - no sé - fue como sentir algo lujurioso, adolescente, el despertar, los olores y el ruido y la suciedad. Sobre eso trata "Twist".

## Video musical
El video fue producido por el estudio de animación francés H5. Muestra un viaje vertiginoso en montaña rusa modelado en 3D pero renderizado de tal manera que parece animación tradicional.

## Formatos y canciones
CD 1 (CDMUTE311)
1. «Twist» (Sencillo mix) – 3:33
2. «Yes Sir» – 3:57
3. «Deer Stop» (live in London) – 4:20

CD 2 (LCDMUTE311)
1. «Twist» (Jacques Lu Cont's Conversion Perversion mix) – 6:48
2. «Forever» (Mountaineers remix) – 3:54
3. «Twist» (Dimitri Tikovoï remix) – 6:30

DVD (DVDMUTE311)
1. «Twist» (live in London video combined with interview)1
2. «Train» (live in London audio)
3. «Strict Machine» (live in London audio)

Descarga digital (iMUTE311)
1. «Twist» (Kurtis Mantronik's Twist & Shake mix) – 6:48

CD en Estados Unidos (9230-2)
1. «Twist» (Sencillo mix) – 3:34
2. «Yes Sir» – 3:57
3. «Deer Stop» (Live at Somerset House 2003) – 4:21
4. «Twist» (Jacques Lu Cont's Conversion Perversion mix) – 6:47
5. «Twist» (Dimitri Tikovoï remix) – 6:31
6. «Twist» (live in London 2003 video)

## Posicionamiento en listas
| Lista (2003)                             | Mejor posición |
| ---------------------------------------- | -------------- |
| Estados Unidos (Hot Dance Singles Sales) | 18             |
| Reino Unido (UK Singles Chart)           | 31             |